# Bupleurum gerardi
Bupleurum gerardi är en växtart i släktet harörter och familjen flockblommiga växter. Den beskrevs av Carlo Allioni.
Arten är en ettårig växt som förekommer i södra Europa, Libyen och Mellanöstern samt i Kaukasus och Iran.